# Spartan League
Spartan League var en engelsk fotbollsliga som täckte London och omgivande grevskap.
Den grundades 1907 och var tillsammans med Isthmian League och Athenian League, en av de starkaste amatörligorna i södern, med tre klubbar som nådde semifinalen i FA Amateur Cup. Inget av lagen Metropolitan Police FC (1933-34), Maidenhead United (1935-36) eller Briggs Sports FC (1953-54) lyckades dock vinna tävlingen.
När medlemssiffrorna sjönk gick den ihop med London League. Den nya ligan kallade sig till att börja med London Spartan League, men ändrade namnet till Spartan League 1987.
Ytterligare en sammanslagning kom 1997 när man gick ihop med South Midlands League och bildade Spartan South Midlands Football League.